# Kościół św. Jana Chrzciciela w Józefowie-Michalinie
Kościół św. Jana Chrzciciela – kościół rzymskokatolicki przy ulicy Jana Kasprowicza 2 w Józefowie–Michalinie.
W 1994 roku powstała trzecia parafia na terenie Józefowa. Dnia 17 lipca 1994 ks. biskup ordynariusz warszawsko-praski Kazimierz Romaniuk poświęcił krzyż i plac pod budowę kaplicy, kościoła i domu parafialnego.
Parafię erygował bp Kazimierz Romaniuk 24 czerwca 1996 roku.
W 1998 roku rozpoczęto budowę kościoła. Pierwszym proboszczem tej parafii został ks. kanonik Jan Murziak. Kościół zbudowano według projektu architekta Romana Abramczuka. Kierownictwo techniczne przy budowie sprawował Antoni Stanisławek.
Świątynię poświęcił bp Kazimierz Romaniuk 28 listopada 2004 roku.
Przy parafii funkcjonuje świetlica dla dzieci, wspomagana przez Stowarzyszenie Forum Chrześcijańskie.
Proboszczowie parafii:
1. ks. prałat Jan Murziak (1994–2007)
2. ks. prałat dr Marek Sędek (2007–2013)
3. ks. prałat płk Sławomir Żarski (2013)
4. ks. prałat dr Piotr Klimek (2013–nadal)

## Bibliografia

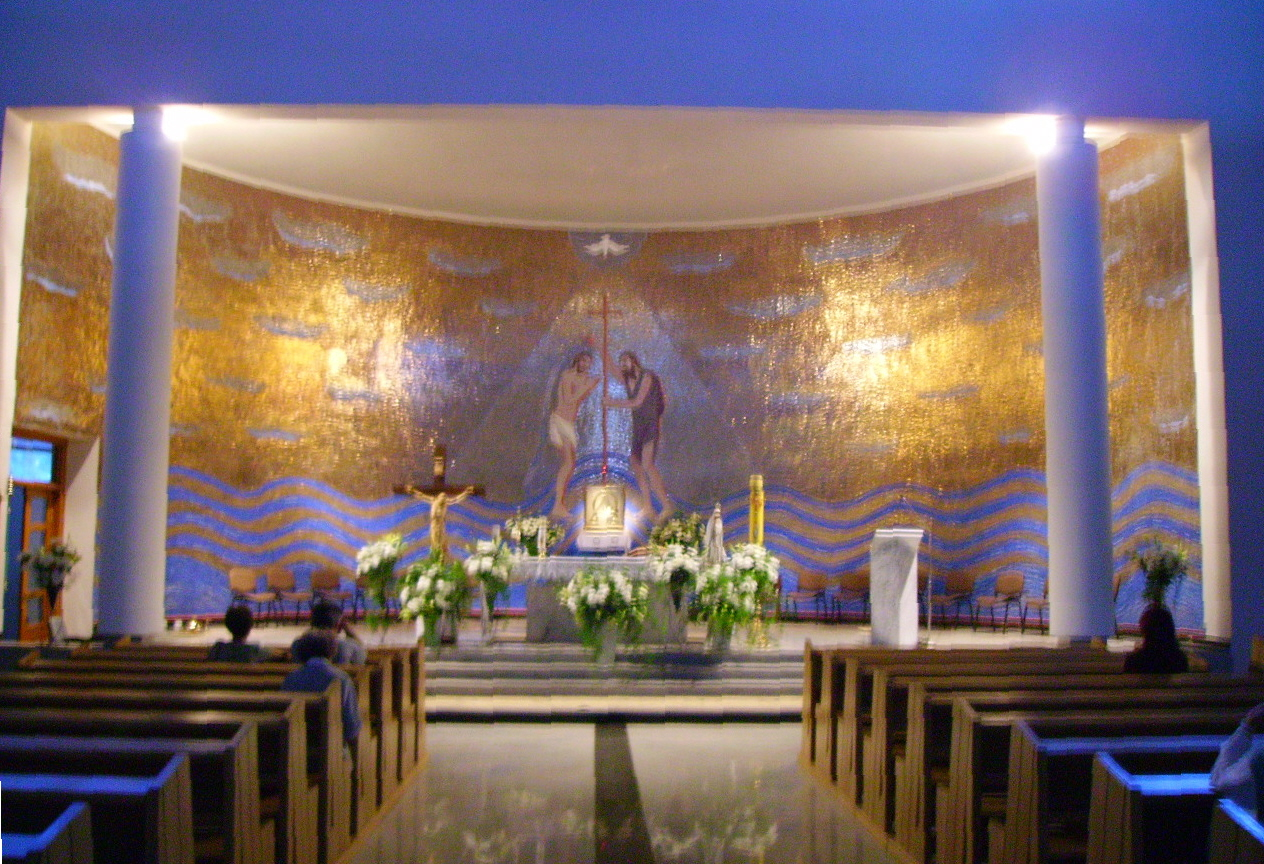
Ołtarz główny